# Doutrina Sinatra

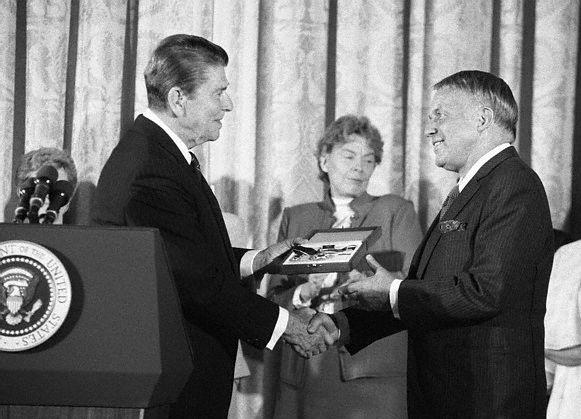
Frank Sinatra com Ronald Reagan pouco antes de interpretar My Way na Casa Branca

Doutrina Sinatra foi o nome dado por Gennady Guerasimov, porta-voz do presidente da antiga URSS, Mikhail Gorbatchev, para a nova estratégia de política externa que vinha a ser adotada, em substituição à política adotada pelo seu antecessor, Leonid Brejnev.
A frase fazia menção a uma famosa canção de Frank Sinatra, My Way, em que cada um agiria "à sua maneira", e que seria traduzida como o fim do controle central pelo Kremlin das repúblicas satélites da extinta URSS.
Com o tempo, e a desintegração do Bloco Socialista capitaneado por Moscou, a expressão passou a ser usada para designar a política de Gorbatchev que permitiu a Queda do Muro de Berlim, a emancipação dos países do Leste Europeu ou a retirada das tropas comunistas do Afeganistão, a partir de 1988.

## Contexto
A Doutrina Sinatra foi uma política externa soviética sob Mikhail Gorbachev para permitir que os estados membros do Pacto de Varsóvia determinassem seus próprios assuntos internos . O nome aludia de brincadeira à música My Way popularizada por Frank Sinatra - a União Soviética estava permitindo que esses estados seguissem seu próprio caminho. Sua implementação fazia parte da doutrina do novo pensamento político de Gorbachev.
A Doutrina Sinatra foi uma grande ruptura com a anterior Doutrina Brezhnev, sob a qual os assuntos internos dos estados satélites eram rigidamente controlados por Moscou. Isso foi usado para justificar a repressão da Revolução Húngara de 1956 e a invasão da Tchecoslováquia pelo Pacto de Varsóvia em 1968, bem como a invasão do Afeganistão, nação não pertencente ao Pacto de Varsóvia, em 1979. No final dos anos 1980, falhas estruturais dentro do sistema soviético, os problemas econômicos crescentes, o surgimento do sentimento anticomunista e os efeitos da Guerra Soviético-Afegã tornaram cada vez mais impraticável para a União Soviética impor sua vontade aos vizinhos. 
A frase foi cunhada em 25 de outubro de 1989 pelo porta-voz do Ministério das Relações Exteriores, Gennadi Gerasimov. Ele falava a repórteres em Helsinque sobre um discurso feito dois dias antes pelo ministro das Relações Exteriores soviético, Eduard Shevardnadze, o qual disse que os soviéticos reconheciam a liberdade de escolha de todos os países, incluindo especificamente os outros estados do Pacto de Varsóvia.  Gerasimov disse ao entrevistador que: "Agora temos a doutrina de Frank Sinatra. Ele tem uma música, I Did It My Way - Eu faço isso do meu jeito. Portanto, cada país decide por conta própria qual caminho seguir." Quando questionado se isso incluiria Moscou aceitando a rejeição dos partidos comunistas no bloco soviético, ele respondeu: "Isso é certo, *(...)as estruturas políticas devem ser decididas pelas pessoas que vivem lá ." 
A Doutrina Sinatra tem sido vista como Moscou dando permissão a seus aliados para decidirem seus próprios futuros. Na verdade, foi uma política retrospectiva, pois os aliados soviéticos já haviam adquirido uma liberdade de ação muito maior. Um mês antes da declaração de Gerasimov, a Polônia elegeu seu primeiro governo não comunista desde a década de 1940.  O governo húngaro começou a desmantelar a Cortina de Ferro na fronteira com a Áustria na primavera de 1989. Do piquenique pan-europeu em agosto, ficou claro para a população do Leste Europeu informada pela mídia que, por um lado, a União Soviética não impediria a abertura da fronteira e, por outro lado, os governos do Leste Europeu estavam divididos. Como a Hungria era um dos poucos países para os quais os alemães orientais podiam viajar, milhares viajaram para lá para fugir para o oeste através da fronteira recém-aberta. Para grande aborrecimento do governo da Alemanha Oriental, os húngaros se recusaram a interromper a saída de cidadãos. 
Esses processos perturbaram muito os comunistas radicais, como o líder da Alemanha Oriental Erich Honecker que condenou o fim da tradicional "unidade socialista" do bloco soviético e apelou a Moscou para controlar os húngaros. Honecker enfrentou uma crise crescente em casa, com grandes manifestações antigovernamentais em Leipzig e outras cidades da Alemanha Oriental. O discurso de Shevardnadze e a memorável descrição de Gerasimov da nova política equivaleram a uma rejeição aos apelos de Honecker. 
A proclamação da "Doutrina Sinatra" teve efeitos dramáticos em todo o bloco soviético. O sitiado governo da Alemanha Oriental esperava uma intervenção soviética para defender o comunismo na Alemanha Oriental e em outros lugares. No entanto, o anúncio da "Doutrina Sinatra" sinalizou que a União Soviética não ajudaria os comunistas da Alemanha Oriental. Em poucos meses, os governos comunistas da Alemanha Oriental, Tchecoslováquia, Bulgária e Romênia foram derrubados, pondo fim à Guerra Fria. 